# Pomacea maculata
Pomacea maculata es un molusco gasterópodo de la familia Ampullariidae. Esta especie fue descripta en 1810 por el naturalista Gregor Perry en un artículo de Conchology y utilizada para la descripción del género Pomacea. Pomacea maculata constituye la especie de caracol dulceacuícola más grande, por lo que es conocida como el caracol manzana gigante.

## Biología
Pomacea maculata es un caracol dulceacuícola que generalmente habita en aguas estancadas, poco profundas, incluyendo cuerpos de agua que se secan estacionalmente. Es una especie con hábito de vida anfibio, pudiendo permanecer largos períodos de tiempo fuera del agua. El caracol manzana gigante consume vegetación acuática, generalmente macrófitas. Sin embargo, también se la ha descripto con hábitos alimenticios generalistas, pudiendo consumir otro tipo de vegetación, como así también otros tipos de animales pequeños, incluyendo otros caracoles y huevos.

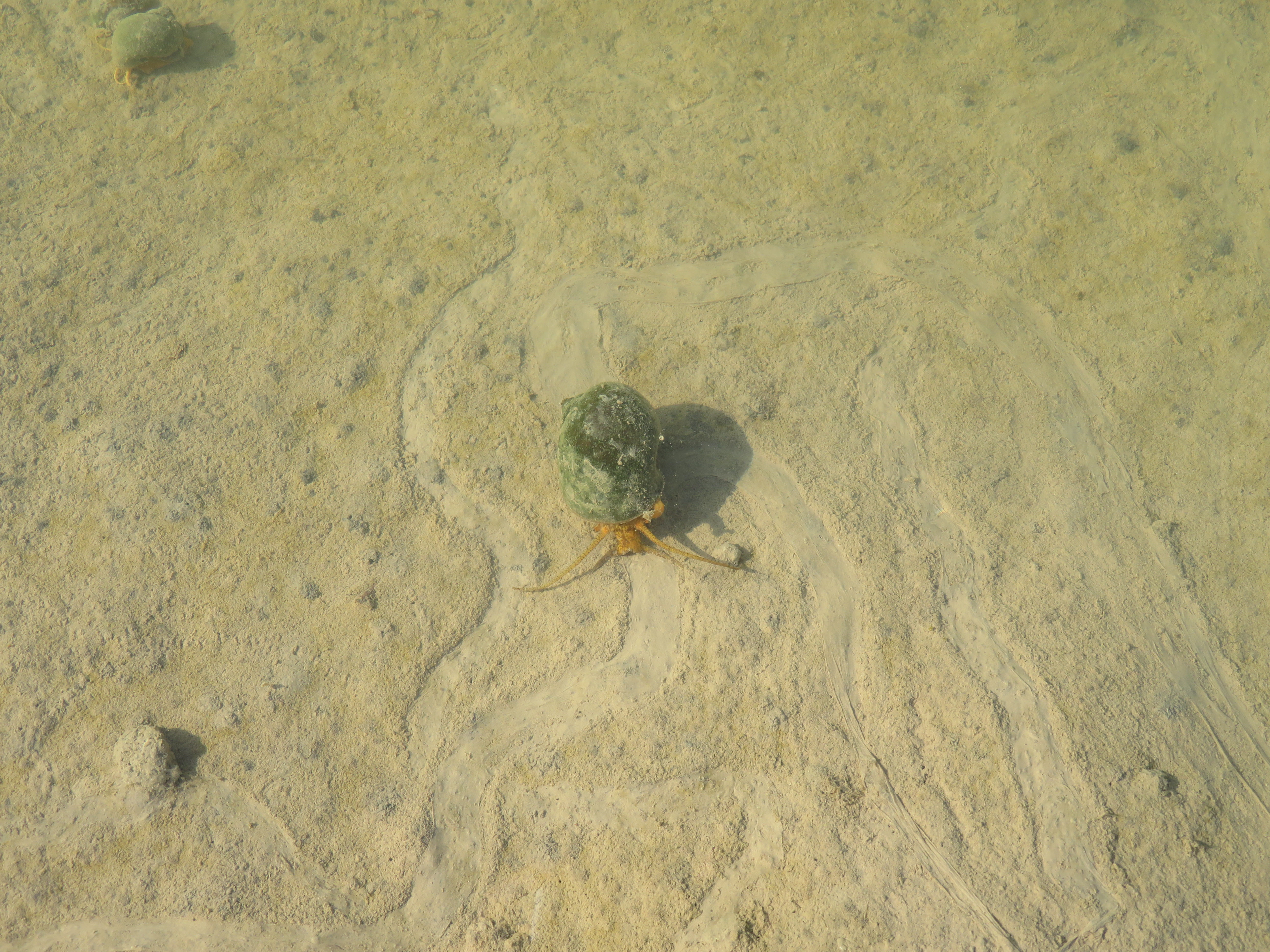
Individuo de Pomacea maculata en su ambiente

### Biología reproductiva
Los caracoles manzana son dioicos, con fecundación interna y desarrollo directo. El apareamiento ocurre debajo del agua e involucra comportamientos de cortejo seguido de una cópula de duración variable. Es común que las hembras copulen con varios machos, reservando el esperma de éstos, incluso, por varios periodos reproductivos. La mayoría de las especies de Pomacea depositan sus huevos bien por encima del agua, en masas calcáreas sobre vegetación emergente, troncos, rocas y otras superficies duras. En el caso de Pomacea maculata, las puestas son muy grandes y comprenden desde unos pocos cientos a más de 4.500 huevos pequeños, con un diámetro de 1,9 ± 0,03 mm. Estas puestas tienen una coloración conspicua que va de rosa-rojizo a anaranjado-rojizo cuando son recién depositados y se vuelven blanquecinos durante el desarrollo. A estos huevos les lleva entre 1 y 3 semanas eclosionar, dependiendo de la temperatura, y tienen una eficiencia de eclosión promedio de 70,8% en el campo. Un aspecto llamativo de los huevos de esta especie es que presentan diferentes compuestos defensivos que los protegen contra potenciales depredadores. En particular, los huevos poseen perivitelinas tóxicas que atacan al sistema digestivo y al sistema nervioso de potenciales depredadores.

## Anatomía

### Concha
La concha de Pomacea maculata es globosa y gruesa, con 5 a 6 vueltas de color marrón amarillento de entre 35 y 165 mm de longitud máxima. Generalmente presentan bandas espirales de grosor variable y color rojizo, marrón verdoso o marrón oscuro. El perióstraco es grueso, de coloración también variable (verde amarillento a marrón verdoso). La altura de la espira es generalmente bajo. El ombligo es delgado y moderadamente profundo. Distintivamente, presentan el interior del labio palial de la concha de color amarillo a rojo-anaranjado.

### Anatomía externa
Opérculo córneo, de grosor homogéneo y color marrón oscuro, que sella la apertura fuertemente cuando la masa visceral esta retraída dentro de la concha. Esta estructura presenta dimorfismo sexual, siendo uniformemente cóncavo en hembras y cóncavo en el centro y convexo hacia los márgenes en los machos.
Pie oval, alargado y aplanado, con borde anterior cuadrado. En la parte anterior presenta tentáculos cefálicos largos con pedúnculos oculares grandes en la parte externa de su base. Tienen rostro corto, cuadrado, con las puntas anteriores laterales con largos palpos labiales. El cuello se encuentra modificado, a la derecha en una nuca ancha, corta y ligeramente cóncava, a la izquierda en un sifón largo, enrollado y extensible.

### Cavidad paleal
La cavidad paleal es profunda, amplia, con borde liso y ondulante. En los machos, la vaina del pene se ubica justo por detrás del borde del manto por encima del tentáculo cefálico derecho. Gran parte del techo de manto formando el saco pulmonar, que se encuentra muy irrigado para facilitar el intercambio gaseoso con el aire. El saco pulmonar se comunica al exterior mediante un pequeño esfínter muscular, el neumostoma, localizado cerca del borde anterior del manto. A lo largo del margen del saco pulmonar tienen un ctenidio alargado y curvado, una estructura para el intercambio de gases con el agua. Por delante del saco pulmonar, presentan un osfradio alargado, con bordes bipectinados.
La parte derecha del techo del manto está ocupada por el intestino y los gonoductos (ductos del sistema reproductor). La papila rectal abre justo detrás del borde del manto. La base de la cavidad paleal esta unida con el pericardio a la izquierda y con los riñones a la derecha.

### Sistema digestivo
La apertura de la boca en forma de hendidura vertical en el extremo anterior del rostro. La cavidad bucal musculosa y amplia, con odontóforos en la mitad posterior. La cavidad bucal lleva un rádula del tipo taenioglosa. A continuación, el esófago lleva glándulas salivales grandes y conecta la cavidad bucal con el estómago. El estómago consiste de una cámara gástrica amplia conectada posteriormente con las glándulas digestivas y con el saco del estilo, este último sin estilo cristalino. Intestino recurvado, con cuatro ciegos pilóricos en la parte anterior. El intestino se continua con un recto que lleva glándulas rectales y conecta al exterior por medio del ano.

### Sistema nervioso
El sistema nervioso consiste en un ganglio nervioso en forma de anillo rodeando la parte anterior del sistema digestivo, mayormente a la altura del esófago.

### Sistema reproductor
Los caracoles manzana presentan sexos separados. La morfología del pene, así como el número y distribución de las glándulas peneanas son utilizadas como carácter taxonómico para definir especies dentro del género Pomacea. El oviducto paleal de las hembras de Pomacea, es uno de los más complejos entre los caenogatropodos. Posee un receptáculo seminal con cámaras, una glándula del albúmen ramificada y una cápsula de la glándula enrollada, todo ello embebido en una masa esponjosa de tejido parenquimatoso,

## Distribución
El rango de distribución nativa de Pomacea maculata se encuentra en América del Sur, teniendo como límite sur la cuenca del Río Paraná y con registros en la cuenca del Amazonas de Brasil, al norte de Manaos. También se la encuentra en Uruguay y Paraguay. Algunas estimaciones predicen que también se puede llegar a encontrar en Bolivia, Ecuador y Perú.
Debido principalmente a la actividad del hombre, Pomacea maculata  ha sido también introducida en otras regiones del mundo, principalmente América del Norte, Asia y España.

## Taxonomía y sistemática
Pomacea maculata pertenece al linaje de los ampuláridos del Nuevo Mundo, que tuvo su origen en el continente americano. Dentro del género Pomacea, Pomacea maculata pertenece al clado Canaliculata, un linaje derivado que comparte con Pomacea canaliculata, Pomacea lineata, Pomacea figulina y Pomacea dolioides, entre otros.
Pomacea maculata es la especie tipo del género.

## Importancia sanitaria
Pomacea maculata, así como otros caracoles de la familia Ampullariidae, puede actuar como hospedador intermediario de varios parásitos, incluyendo el gusano nemátodo Angiostrogylus cantonensis, que puede causar meningitis eosinofílica en las personas que consumen caracoles infectados.

## Galería

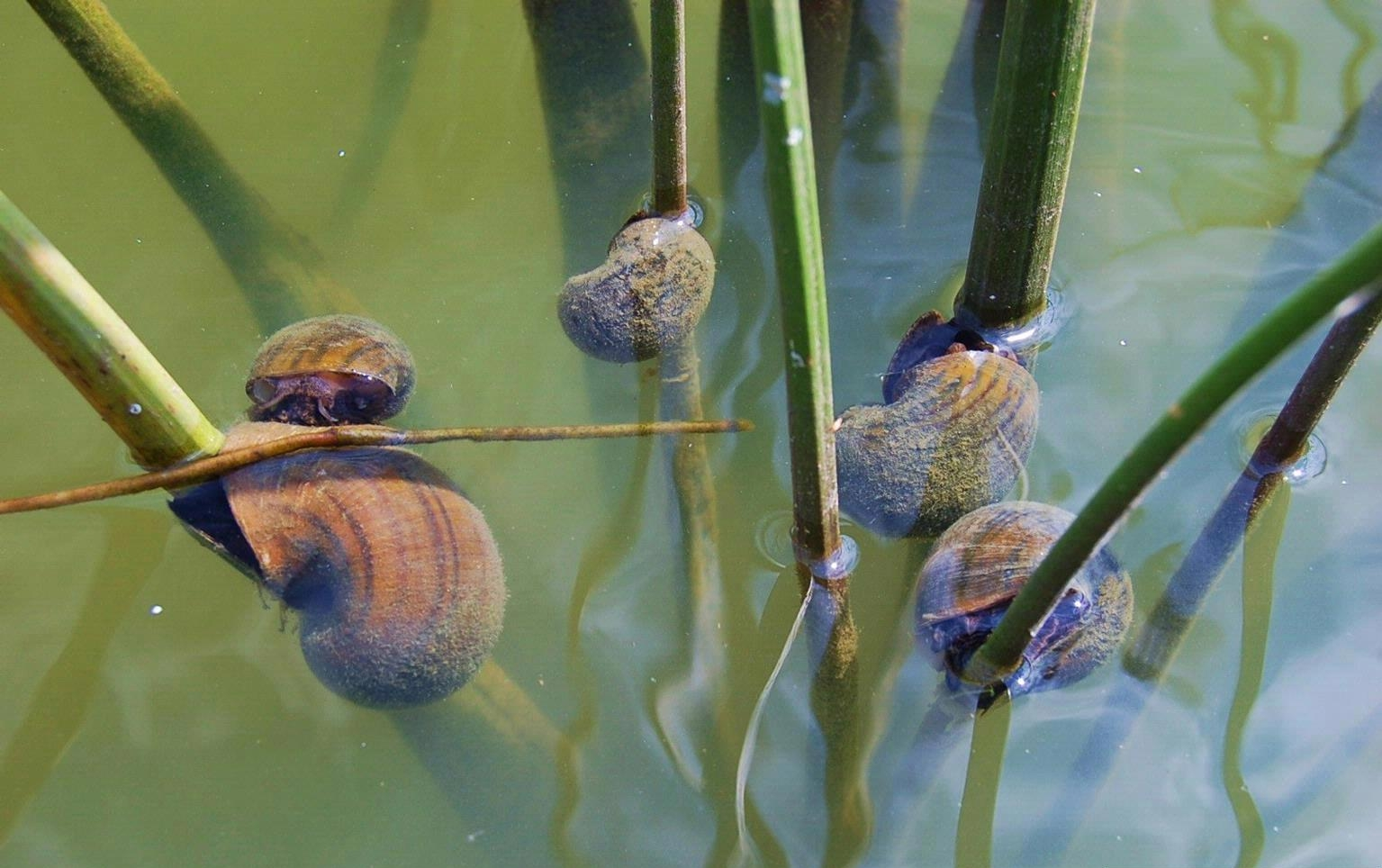
Ejemplares de Pomacea maculata en su ambiente natural
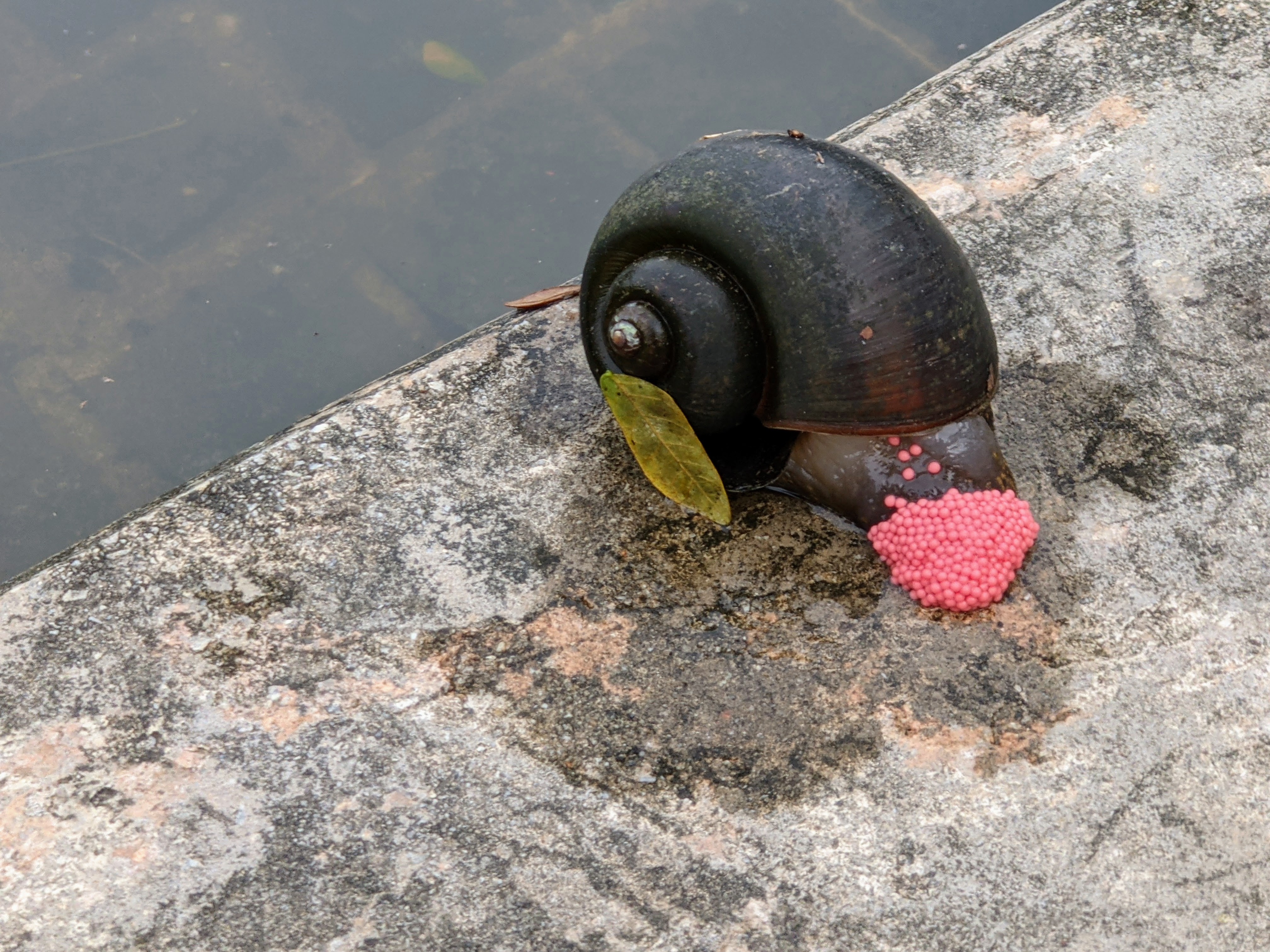
Ejemplar de Pomacea maculata hembra depositando huevos
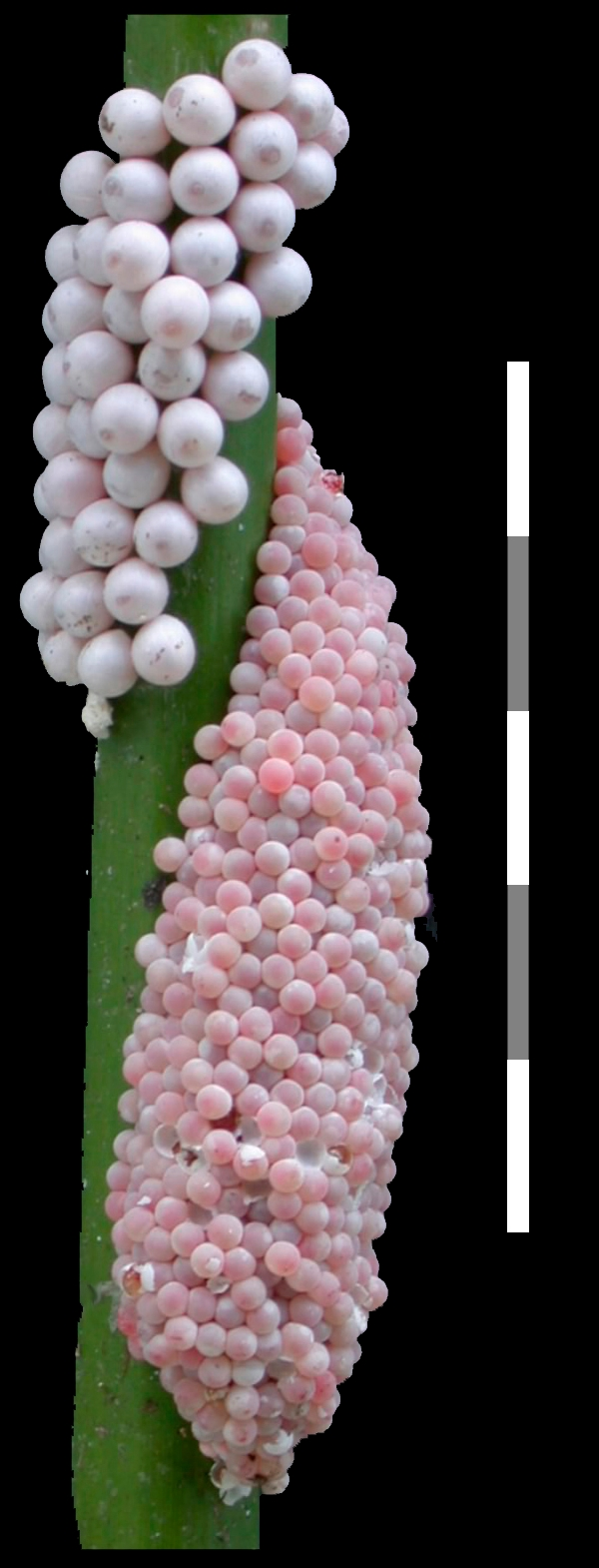
Comparación entre una puesta de huevos de Pomacea paludosa (izquierda) y Pomacea maculata (derecha). Barra de escala: 5 cm.